# Isabella Tod
Isabella Maria Susan Tod (Edimburgo, 18 de mayo de 1836–Belfast, 8 de diciembre de 1896) fue una sufragista de origen escocés, activista por los derechos de la mujer y política sindicalista en el norte de Irlanda. En Belfast ayudó a asegurar el voto municipal para las mujeres en 1887.Está considerada como la feminista más destacada de la Irlanda del siglo XIX.

## Biografía
Tod fue educada en casa por su madre, Maria Isabella Waddell, que venía del condado de Monaghan, Irlanda. Su padre era James Banks Tod, un comerciante de Edimburgo. En la década de 1850 se mudó con su madre a Belfast.
Trabajó para varios periódicos, incluidos Northern Whig y Dublin University Magazine. En 1868 fue la única mujer llamada a testificar en una investigación de un comité selecto sobre la reforma de la ley de propiedad de las mujeres casadas y formó parte de la ejecutiva del Comité de Propiedad de las Mujeres Casadas en Londres de 1873 a 1874.
Tod hizo campaña con éxito por la derogación de las Leyes de Enfermedades Contagiosas de 1864, 1866 y 1869 junto con Anna Haslam. Según esta legislación, cualquier mujer sospechosa de ser prostituta podía ser detenida y obligada a someterse a un examen médico para detectar enfermedades venéreas. Se opuso a estas leyes por considerarlas una violación de las libertades civiles de las mujeres. Estos actos permitieron la regulación estatal de las prostitutas en las áreas en las que estaba estacionado el ejército británico. Estuvo en el comité ejecutivo de la Asociación Nacional de Damas para la Derogación de las Leyes de Enfermedades Contagiosas hasta 1889.
En 1871 Tod organizó la primera sociedad sufragista del país, el Comité de Sufragio Femenino del Norte de Irlanda, que más tarde se convirtió en la Sociedad de Sufragio de Mujeres Irlandesas. En 1873 fundó la Sociedad del Sufragio Femenino del Norte de Irlanda. Su campaña para que las mujeres obtuvieran el sufragio municipal se vio recompensada  con la concesión de este derecho a las mujeres de Belfast en 1887, once años antes de que las mujeres de otras ciudades irlandesas obtuvieran el mismo privilegio. Se dirigió a reuniones en Londres, Glasgow y Edimburgo, y visitó Londres todos los años durante la sesión parlamentaria para presionar a los políticos. Sus discursos fueron ampliamente difundidos en las revistas y periódicos sufragistas de Irlanda e Inglaterra. Compartió estrados con muchas de las principales sufragistas inglesas y fue amiga de ellas.
En 1874 formó con Margaret Byers, fundadora del Victoria College, la Asociación de Mujeres por la Templanza de Belfast.Después de que el Partido Liberal se dividiera debido a la cuestión del Gobierno autónomo en Irlanda, se convirtió en organizadora de la Asociación Unionista de Mujeres Liberales en Belfast.
Los últimos años de la vida de Tod estuvieron marcados por su mala salud. Para entonces, su trabajo era muy apreciado por muchas personas tanto en Inglaterra como en Irlanda. Tod murió en Belfast el 8 de diciembre de 1896 de tuberculosis pulmonar y está enterrada en el cementerio de Balmoral en el sur de Belfast.

## Reconocimientos[1]
- En 1884 se le entregó 1.000 libras esterlinas, aportadas principalmente por sus compañeros de trabajo ingleses en diversas filantropías.
- En noviembre de 1886 se le entregó un retrato de cuerpo entero como muestra de aprecio por su trabajo en Irlanda.
- Años más tarde recibió un álbum que contenía 120 firmantes, muchos de ellos de la primera fila del Partido Unionista.
- En octubre de 2013, Margaret Mountford presentó un documental de BBC Two Northern Ireland llamado Groundbreakers: Ulster's Forgotten Radical, que destacaba la vida de Isabella Tod.[8]